# Hu Tianyu
Hu Tianyu (chinesisch 胡天宇, Pinyin Hú Tiānyǔ; * 19. Februar 1992) ist ein  chinesischer Eishockeyspieler, der seit 2017 bei KRS Heilongjiang respektive KRS-ORG Peking in der Wysschaja Hockey-Liga unter Vertrag steht.

## Karriere
Hu Tianyu begann seine Karriere als Eishockeyspieler in einer Amateurmannschaft aus Qiqihar, für die er seit 2008 in der chinesischen Eishockeyliga spielte. 2010 wurde er mit der Mannschaft chinesischer Landesmeister. Daraufhin wurde die Profimannschaft China Dragon auf ihn aufmerksam und er wechselte im selben Jahr zu dem Team aus Shanghai in die Asia League Ice Hockey. 2012 wechselte er auf die andere Seite des Japanischen Meeres zum Ligakonkurrenten Tōhoku Free Blades. Mit der Mannschaft aus Hachinohe gewann er 2013 und 2015 die Asia League Ice Hockey. Nach drei Jahren in Japan kehrte er wieder in seine Heimat zurück und spielte ab 2015 erneut für China Dragon. Als das Drachenteam 2017 aufgelöst wurde, verpflichtete ihn der neu gegründete KRS Heilongjiang aus der Wysschaja Hockey-Liga. 2018 zog der Klub nach Peking um und wurde in KRS-ORG Peking umbenannt.

### International
Für China nahm Hu Tianyu im Juniorenbereich an der U18-Junioren-Weltmeisterschaft der Division II 2008 und 2009 sowie der U20-Junioren-Weltmeisterschaft der Division II 2009, 2010, als er zum besten Spieler seiner Mannschaft gekürt wurde, und 2011 teil.
Im Seniorenbereich stand der Stürmer im Aufgebot Chinas bei den Weltmeisterschaften der Division II 2010, 2011, 2012, 2013, als er als bester Spieler seiner Mannschaft ausgezeichnet wurde, 2014, 2016, 2017, als er die beste Plus/Minus-Bilanz des Turniers aufwies, 2018 und 2019. Zudem vertrat er seine Farben bei der Olympiaqualifikation für die Winterspiele in Pyeongchang 2018 sowie den Winter-Asienspielen 2011 und 2017.

## Erfolge und Auszeichnungen
- 2010 Chinesischer Meister mit der Mannschaft aus Qiqihar
- 2013 Gewinn der Asia League Ice Hockey mit den Tōhoku Free Blades
- 2015 Gewinn der Asia League Ice Hockey mit den Tōhoku Free Blades
- 2017 Aufstieg in die Division II, Gruppe A, bei der Weltmeisterschaft der Division II, Gruppe B
- 2017 Beste Plus/Minus-Bilanz bei der Weltmeisterschaft der Division II, Gruppe B

## Asia-League-Statistik
(Stand: Ende der Saison 2016/17)